# Матеуш Ковальський (футболіст, 2005)
Матеуш Ковальський (пол. Mateusz Kowalski, нар. 21 липня 2005, Тчев, Польща) — польський футболіст, півзахисник італійської «Парми».

## Ігрова кар'єра

### Клубна
Займатися футболом Матеуш Ковальський почав у своєму рідному місті Тчев. У 2020 році він приєднався до молодіжної команди клубу «Ягеллонія». В першому турі сезону 2022/23 проти «П'яста», Ковальський дебютував на професійному рівні. Він вийшов на заміну в кінці матчу і за кілька хвилин відзначився забитим голом.
У січні 2023 року футболіст перейшов до Прімавери італійського клубу «Парма». Його перша гра в новій команді відбулася 11 серпня 2024 року у кубковому матчі проти «Палермо». В чемпіонаті Італії півзахисник вперше зіграв 31 серпня, коли вийшов з перших хвилин на гру проти «Наполі».
У вересні 2024 року на тренуванні юнацької збірної Польщі Матеуш Ковальський отримав травму хрестоподібних зв'язок і на тривалий час вибув з гри.

### Збірна
У 2023 році в складі юнацької збірної Польщі (U-19) Ковальський брав участь у юнацькому чемпіонаті Європи на Мальті. Де зіграв лише одну гру на груповому етапі проти команди Італії.